# Prieuré de Charrière de Châteauneuf-de-Galaure
Le prieuré de Charrière de Châteauneuf-de-Galaure est un monument situé à Châteauneuf-de-Galaure, commune de la Drôme.

## Histoire
L’histoire connue de ce site historique remonte au XVe siècle mais il existait une église dès le Xe ou XIe siècle, romane, paroissiale, fortifiée et  desservie par les prêtres bénédictins du prieuré de  Manthes.
Au milieu du XVe siècle, devant le mauvais état de cette église, les barons de Montchenu implantent une communauté de Franciscains de la stricte observance pour remplacer les bénédictins défaillants.
Ce changement fut contesté par les occupants des lieux mais en 1456 les Franciscains s’installent à Charrière, ils reconstruisent l’église  et  en font la chapelle de leur couvent.

L’église paroissiale est alors transférée dans la chapelle du château des Montchenu. 
Cette nouvelle chapelle initialement modeste sera largement modifiée à la fin du XVIIe siècle avec sa surélévation, la construction de voûtes dans le chœur, et l’adjonction de décors peints sur ces voûtes.
Plus tard la révolution chassera les frères, détruira le clocher, morcellera et vendra l’ensemble comme bien national en 1796.
En 1833 cette chapelle est redonnée à la commune pour lui rendre sa fonction d’église paroissiale car celle du château,  restée sans entretien depuis la Révolution et le départ des Montchenu, est à la fois en mauvais état et trop petite pour une communauté qui se développe.
Charrière redevient donc église paroissiale en 1834 mais, autour de la chapelle du château devenue église paroissiale en 1456, une vie cultuelle s’est organisée puis un village s’est créé.
Ce changement transfère donc l’église paroissiale de ce village à plus de 2 km, aussi la contestation a amené à la construction d’une nouvelle église dans le bourg inaugurée 14 ans plus tard en 1848.
Charrière redevient alors une chapelle de quartier, publique d’abord puis privée après 1905 et le transfert  de la gestion de cette chapelle à 6 habitants de ce hameau.
Rapidement les nouveaux responsables vont se décourager  et cette chapelle tombera en désuétude, elle perdra sa consécration à une date inconnue sans doute juste avant la Seconde Guerre mondiale.
Devenue bâtiment civil elle servira d’abord de théâtre puis d’entrepôt puis plus à rien et personne ne s’intéressera à ce qui est devenu presque  une ruine jusqu’en 1991.
À l’initiative d’un conseiller municipal, cette chapelle est récupérée gratuitement par la commune mais les conseillers de l’époque refusèrent d’y mettre l’argent nécessaire pour éviter la chute du toit.
L’inexorable chute du toit est survenue 6 ans plus tard et marque le début d’une renaissance avec la réunification de tout le couvent, un vigoureux nettoyage, la réfection de toutes les toitures… et récemment la reconstitution numérisée des peintures des voûtes du chœur de la chapelle dans un état extrêmement dégradé.  
Les principaux responsables de ce sauvetage sont conjointement l’association Patrimoine Castelneuvois et la municipalité.

## Description
Le prieuré est inscrit au titre des monuments historiques depuis le 26 août 2015.

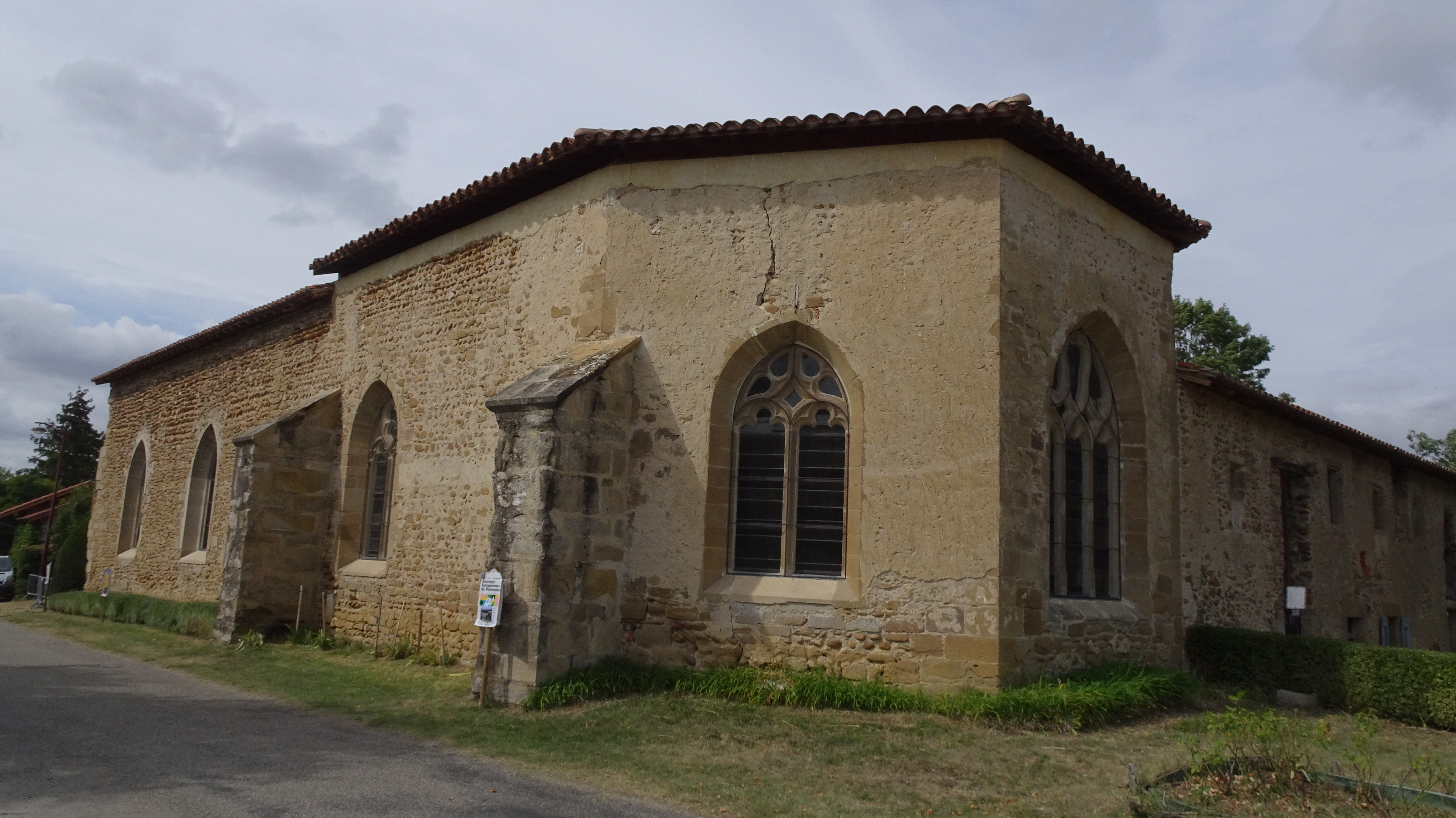
Chevet de l’église
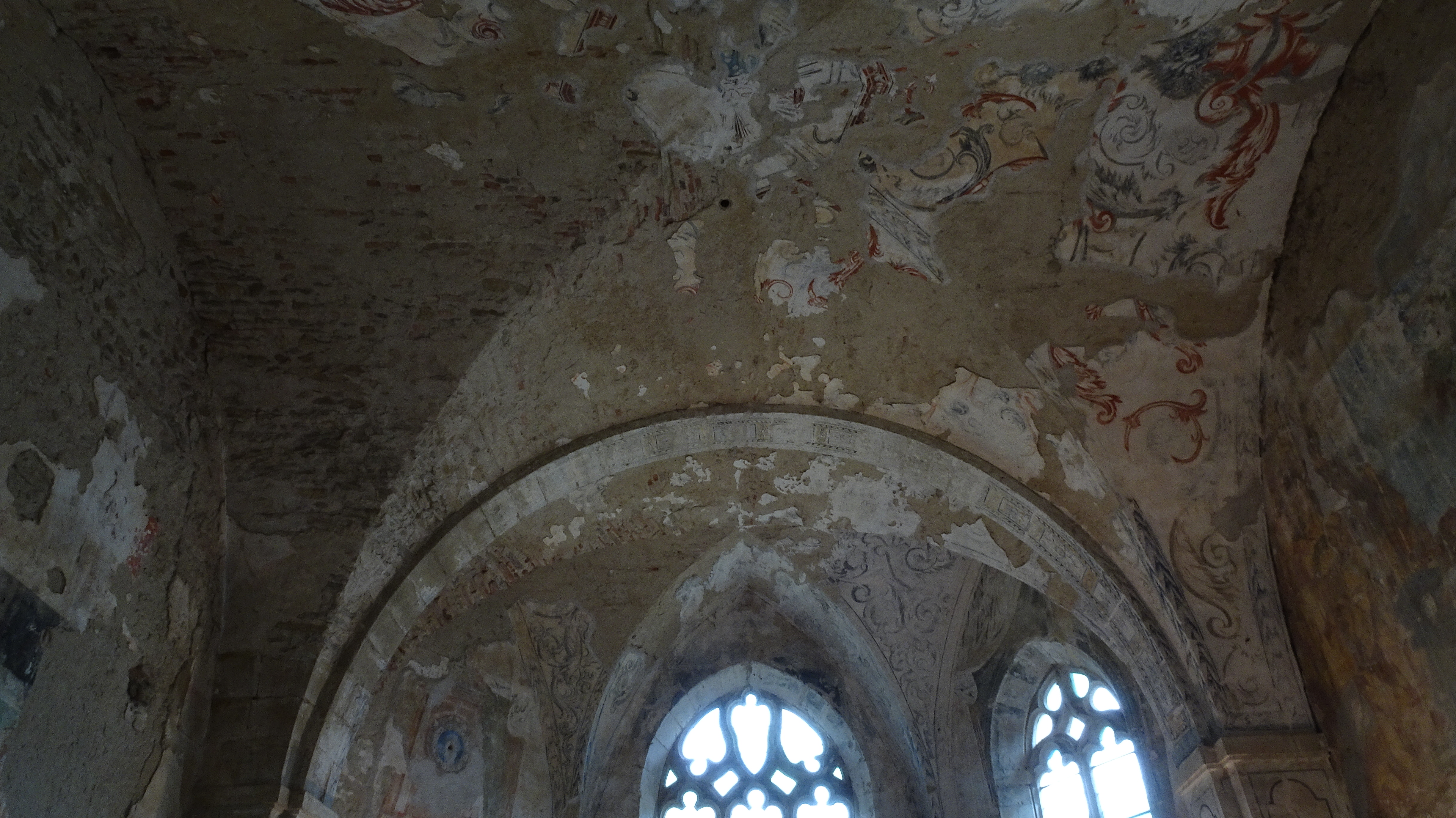
Intérieur de l’église
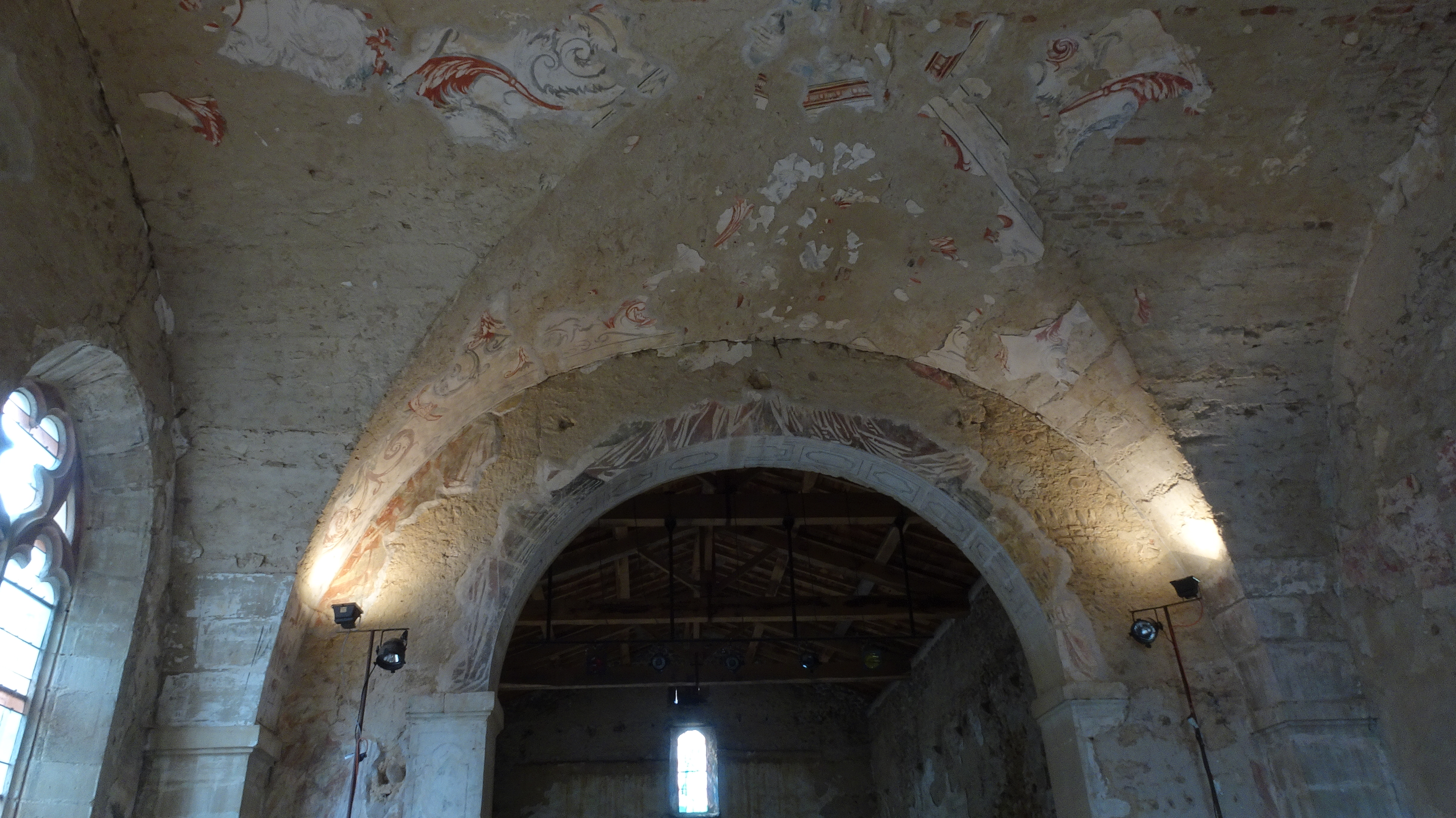
Intérieur de l’église
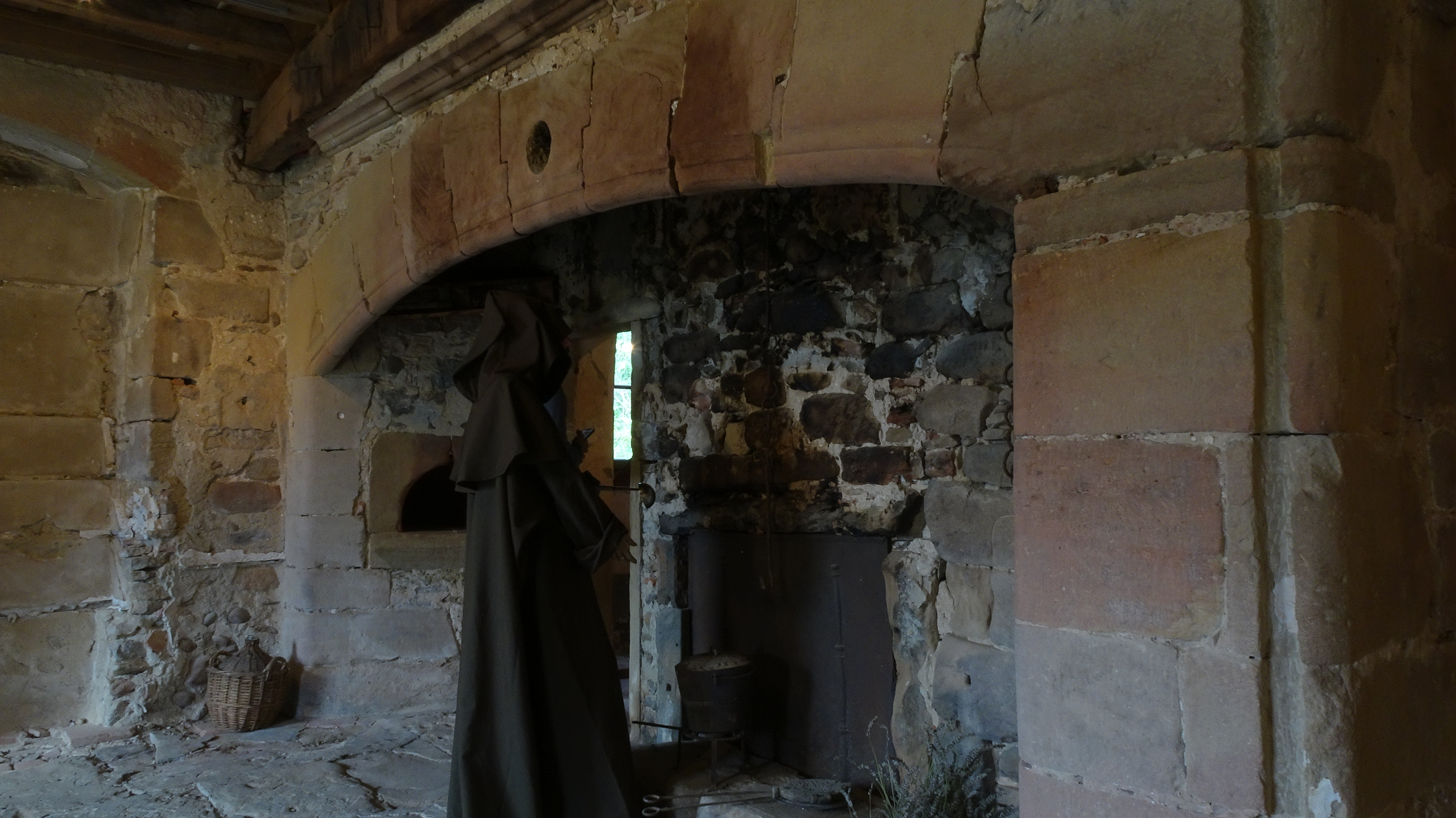
Cuisine du prieuré
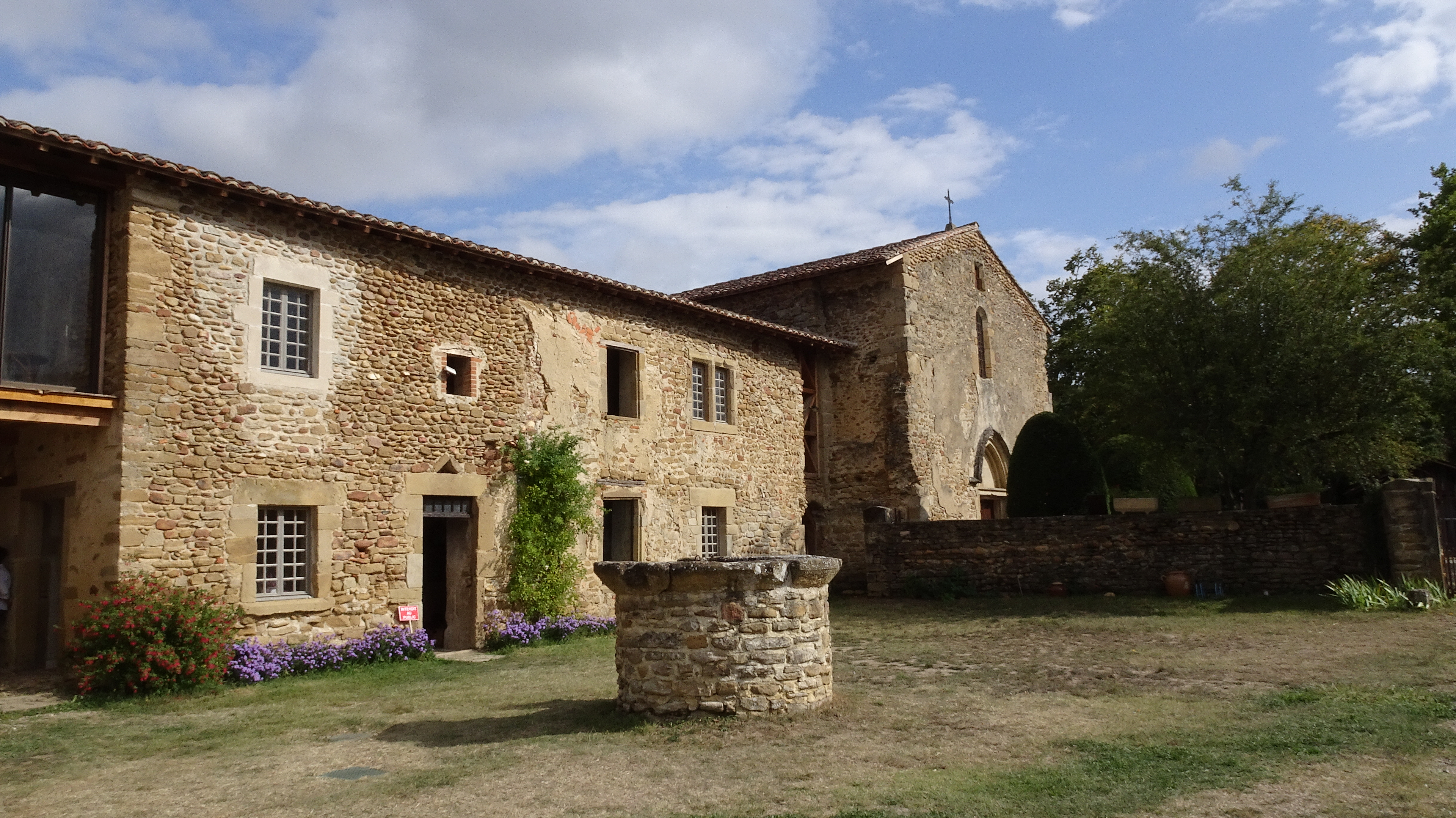
Vue d’ensemble

## Pour approfondir